# Свети Димитър (Струмица)
Вижте пояснителната страница за други значения на Свети Димитър.
„Свети Димитър“ (на гръцки: Ιερός Ναός Αγίου Δημητρίου) е бивша православна църква в град Струмица, днес Северна Македония, катедрална църква на Струмишката епархия на Вселенската патриаршия.

## История
Църквата е построена в XIX век, а до църквата има гръцко училище. Заедно със „Св. св. Константин и Елена“ са единствените църкви в града през XIX век, и двете патриаршистки. През 1858 година Арсени Костенцев служи на български в църквата. По време на големия пожар в града в 1869 година пострадва силно, но скоро е обновена, като за целта от струмишките християни са събрани 4000 турски лири, като временно е спряна и помощта за училищата.
Църквата е опожарена от оттеглящите се гръцки войски по време на Междусъюзническата война в 1913 година. В 1922 година, когато градът вече е в Кралството на сърби, хървати и словенци, църквата е разрушена напълно, а на нейното място е построено днешното Основно училище „Маршал Тито“.